# Koo-Wee-Rup
Koo-Wee-Rup är en förort till Melbourne i Australien. Den ligger i kommunen Cardinia och delstaten Victoria, omkring 63 kilometer sydost om centrala Melbourne.
Närmaste större samhälle är Pakenham South, nära Koo-Wee-Rup. 
Trakten runt Koo-Wee-Rup består till största delen av jordbruksmark. Runt Koo-Wee-Rup är det glesbefolkat, med 14 invånare per kvadratkilometer. Genomsnittlig årsnederbörd är 1 332 millimeter. Den regnigaste månaden är juni, med i genomsnitt 166 mm nederbörd, och den torraste är januari, med 57 mm nederbörd.